# Georges Morton
Pour les articles homonymes, voir Morton.
Léon Roland Cadaux, connu sous le nom de scène Georges Morton (né le 11 avril 1870 à Saint-Mandé, dans le Val-de-Marne et mort le 19 février 1941 à Paris 14e)  est un acteur français.

## Filmographie
- 1925 : Knock ou le triomphe de la médecine de René Hervil
- 1931 : Amour et business de Robert Péguy (moyen métrage)
- 1931 : Trois cœurs qui s'enflamment de Charles de Rochefort (moyen métrage)
- 1932 : Les Deux Orphelines de Maurice Tourneur : Lafleur
- 1932 : Mirages de Paris de Fedor Ozep : Rossignol
- 1932 : Le Roi des palaces de Carmine Gallone : le préfet de police
- 1933 : Du haut en bas de Georg-Wilhelm Pabst
- 1933 : Feu Toupinel de Roger Capellani : François
- 1933 : Théodore et Cie de Pierre Colombier : le barman
- 1934 : J'ai une idée de Roger Richebé : Chester
- 1934 : Nuit de mai de Gustav Ucicky et Henri Chomette : le juge
- 1934 : Sapho de Léonce Perret : le père Legrand
- 1934 : Une femme chipée de Pierre Colombier
- 1935 : Le Chemineau de Fernand Rivers : Martin
- 1935 : La Vie parisienne de Robert Siodmak
- 1936 : Bach détective de René Pujol : Olive
- 1936 : J'arrose mes galons de René Pujol et Jacques Darmont
- 1936 : La Peur de Victor Tourjansky
- 1936 : Avec le sourire de Maurice Tourneur
- 1937 : La Tragédie impériale de Marcel L'Herbier : un solliciteur
- 1937 : Forfaiture de Marcel L'Herbier
- 1937 : L'Habit vert de Roger Richebé
- 1937 : Quatre Heures du matin de Fernand Rivers
- 1938 : Accord final d'I.R. Bay : le valet
- 1938 : Ça c'est du sport de René Pujol
- 1938 : La Présidente de Fernand Rivers
- 1938 : Remontons les Champs-Élysées de Sacha Guitry et Robert Bibal
- 1938 : Trois Artilleurs en vadrouille de René Pujol
- 1939 : Le Château des quatre obèses d'Yvan Noé : Julien
- 1939 : Ils étaient neuf célibataires de Sacha Guitry : Aristide
- 1940 : Ils étaient cinq permissionnaires de Pierre Caron : Omer